# Laur
Laur è una municipalità di terza classe delle Filippine, situata nella Provincia di Nueva Ecija, nella regione di Luzon Centrale.
Laur è formata da 17 baranggay:
- Barangay I (Pob.)
- Barangay II (Pob.)
- Barangay III (Pob.)
- Barangay IV (Pob.)
- Betania
- Canantong
- Nauzon
- Pangarulong
- Pinagbayanan
- Sagana
- San Felipe
- San Fernando
- San Isidro
- San Josef
- San Juan
- San Vicente
- Siclong